# Козловка (Кыштовский район)
Козловка — деревня в Кыштовском районе Новосибирской области. Входит в состав Берёзовского сельсовета.

## География
Площадь деревни — 22 гектара.

## Население
| 2002 | 2007 | 2010 |
| ---- | ---- | ---- |
| 24   | ↘0   | →0   |

## Инфраструктура
В деревне по данным на 2007 год отсутствует социальная инфраструктура.